# Hannes Van Dahl

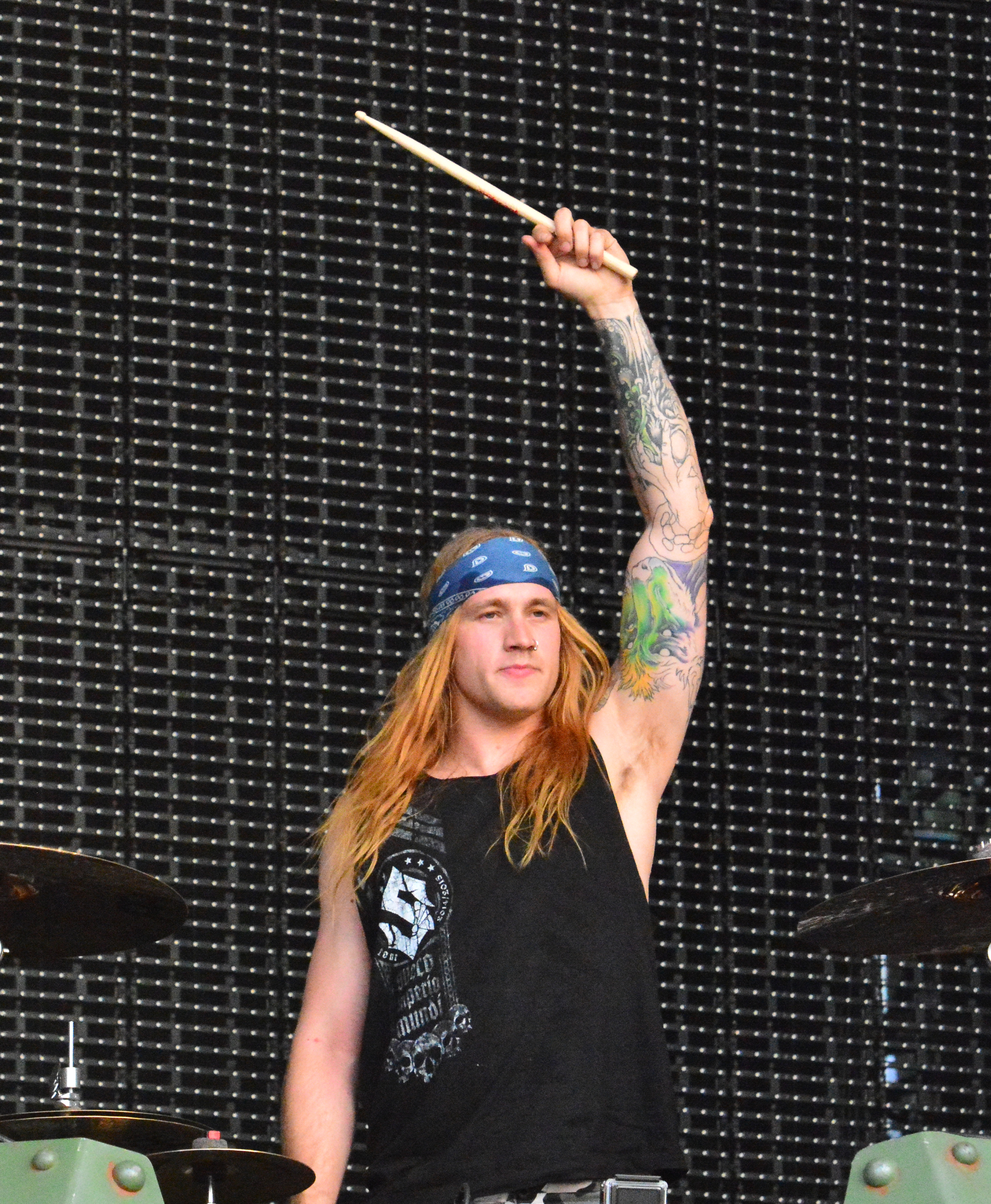
Van Dahl auf dem Wacken Open Air 2015

Hannes Van Dahl (* 18. Januar 1990  als Karl-Hannes Dahl in Schweden) ist ein schwedischer Musiker. Er wurde als Schlagzeuger der Power-Metal-Band Sabaton bekannt.

## Leben
Van Dahl wurde als Karl-Hannes Dahl geboren, den Namen ließ er als Erwachsener zu „Hannes Van Dahl“ ändern. Sein Interesse für Rock und Metal wurden durch einen seiner Cousins und seine Mutter geweckt. Van Dahl spielte in einer Schulband. Mit dreizehn Jahren begann er, E-Bass zu spielen, wechselte aber zwei Jahre später auf Schlagzeug. Später war er Mitglied von The Gloria Story auf deren ersten Album sowie der nachfolgenden EP er spielte. Nebenbei spielte er in den Bands Down Thrust und Electric Soul, beendete jedoch das Engagement in allen drei Bands zugunsten von Evergrey, der Band, der er 2010 beitrat. Zu der Band kam er, nachdem er seit seinem siebzehnten Lebensjahr Schlagzeugtechniker für die Band Ammotrack gewesen war und sein Schlagzeuglehrer Snowy Shaw ihn an Tom Englund empfohlen hatte.
Bei Evergrey ersetzte er Jonas Ekdahl, der nach Van Dahls Ausscheiden aus der Band erneut Schlagzeuger der Gruppe wurde. Für  Snowy Shaw war er auch Schlagzeugtechniker, als dieser Livemitglied von Sabaton war. Nach einer Probe im Abyss Studio wurde er offizielles Bandmitglied und stieg noch auf der Swedish Empire Tour in die Band ein. 2014 veröffentlichte Sabaton mit Heroes das erste Album der Band, auf dem Van Dahl zu hören war. Für das Album war er an dem Bonuslied Man of War kompositorisch beteiligt.
Neben dem Schlagzeug beherrscht Van Dahl die Gitarre und fährt in seiner Freizeit Skateboard. Mit Tommy Johansson, Thobbe Englund und Chris Rörland spielt er in der Band The Last Heroes.
Van Dahl ist mit der niederländischen Nightwish-Sängerin Floor Jansen liiert, die beiden haben zwei gemeinsame Töchter (2017 und 2023).

## Diskografie

### Mit The Gloria Story
- Shades of White (2011)

### Mit Evergrey
- Glorious Collision (2011)

### Mit Sabaton
- Heroes (2014)
- Heroes on Tour (2016)
- The Last Stand (2016)
- The Great War (2019)
- The War to End All Wars (2022)

### Gastauftritte
- Mit Biff Byford, Eric Peterson, Cecilia Nappo und Jay Jay French: Spin the Wheel (2021)[6]